# بنك زراعات كاتيليم
بنك زراعات كاتيليم هو بنك مشارك مملوك للدولة في تركيا. تأسس البنك في 12 مايو 2015، وهو مملوك بالكامل للخزانة التركية . بنك زراعات كاتيليم هو عضو في مجموعة زراعات المالية، التي تمتلك أكبر بنك في تركيا (بنك زراعات) من حيث عدد الفروع وإجمالي الأصول، اعتبارًا من عام 2016. شعارها هو حتى أكثر عند المشاركة (بالتركية: "Paylaştıkça daha fazlası").
أقيم حفل الافتتاح الرسمي في 29 مايو 2015، في ذكرى سقوط القسطنطينية بمشاركة رئيس تركيا . تم فتح الحساب الأول للرئيس أردوغان .
شعار البنك مشابه جدًا لشعار بنك زراعات، وكلاهما يشبه " سنبلة القمح" بالأحرف الأولى من اسم البنك، ZB وZK على التوالي. بالإضافة إلى ذلك، يحتوي شعار بنك زراعات على الحروف "TC" لجمهورية تركيا ( باللغة التركية : Türkiye Cumhuriyeti ).
لدى شركة بنك زراعات كاتيليم 166 فرعًا اعتبارًا من 6 مايو 2023 في تركيا. لدى شركة بنك زراعات كاتيليم شراكة الربح والخسارة، والتمويل الاستهلاكي، والترخيص الإسلامي لبطاقة الائتمان.